# 光叶孩烫
光叶孩烫（学名：Smilax corbularia var. woodii）为百合科菝葜属下的一个变种。

## 扩展阅读
- 維基物種上的相關：光叶孩烫